# Грубе, Эрнст
Эрнст Грубе (нем. Ernst Grube; 22 января 1890, Нойндорф — 17 апреля 1945, Берген-Бельзен) — немецкий политик, депутат рейхстага, участник Сопротивления.

## Биография
Столяр по профессии и деятель германского профсоюза деревообрабатывающей промышленности, в 1919 вступил в коммунистическую партию, в 1927 году стал кандидатом, а к 1929 году был избран в члены ЦК КПГ. Также был членом саксонского, позже прусского ландтагов и с 1930 года — рейхстага. С момента основания в 1930 году возглавлял «Ротшпорт».
7 февраля 1933 года Грубе принимал участие в нелегальном заседании Центрального комитета КПГ в спортивном зале Цигенхальс под Берлином. 27 февраля 1933 года арестован и до мая 1939 года содержался в концлагерях Зонненбург, Лихтенбург и Бухенвальд. После освобождения работал по трудовой повинности столяром в Варшаве. В 1941 году был в Берлине, где поддерживал связь с группой сопротивления, возглавляемой Робертом Уригом. Будучи под надзором гестапо, Грубе в 1942 году был на несколько месяцев арестован, а 21 августа 1944 года в ходе акции «Сеть» вновь отправлен в концлагерь, на сей раз Заксенхаузен, откуда в начале апреля 1945 года переведен в Берген-Бельзен, где в последние дни войны и скончался от сыпного тифа.

## Память
После войны имя Эрнста Грубе на территории ГДР носили:
- 10-й полк пограничных войск ГДР в Плауэне,
- стадионы в Магдебурге и Ризе,
- спортивные залы в Лейпциге и Фрайберге,
- улицы — в берлинском районе Шпиндлерсфельд, в Фюрстенвальде (Шпре), в Галле (Заале), в Мойзельвице, в Нойндорфе (Анхальт) и в Цвиккау,
- совхоз (LPG) в Фитманнсдорфе,
- микрорайон (1987—2017) в Вердау, также ныне переименованный стадион в Зап. Вердау,
- автомобильный завод «Эрнст Грубе», Вердау (производил грузовики IFA, в частности, H6, G5 и S4000).

В 1992 году в Берлине около Рейхстага был установлен памятник 96 депутатам рейхстага, убитым нацистами , в том числе, и Эрнсту Грубе.